# آنری ماسال
آنری ماسال (فرانسوی: Henri Massal‎; ۱ مهٔ ۱۹۲۱ – ۱۱ اوت ۲۰۰۹) دوچرخه‌سوار اهل فرانسه بود.